# Denmark's Next Top Model
Danmarks Næste Top Model è stato un reality show danese, basato sul format statunitense America's Next Top Model e in onda su Kanal 4 dal 2005 al 2015.
Durante le prime tre stagioni lo spettacolo faceva parte di Scandinavia's Next Top Model, presentato da Anne P.: infatti, insieme alle concorrenti danesi, partecipavano ragazze della Svezia e della Norvegia. Pur essendo arrivate in finale, nessuna concorrente danese ha mai vinto il programma precedentemente. Nel 2010 lo show diventa indipendente e la conduttrice diviene Caroline Fleming.
Il 26 febbraio 2015 viene annunciata la nona edizione dello show, andata poi in onda dal 2 settembre al 4 novembre 2015 (con una nuova conduttrice, Cecilie Lassen), alla quale hanno partecipato anche concorrenti uomini. Il vincitore di questa edizione, il sedicenne Daniel Kildevæld Madsen, è il fratello di Sarah Kildevæld Madsen, vincitrice dell'ottava stagione.

## Edizioni

### Come PARTE SNTM
| Edizione | Messa in onda    | Vincitrice                | Seconda classificata | Altre concorrenti | Numero di ocncorrenti | Destinazione internazionale |
| -------- | ---------------- | ------------------------- | -------------------- | --- | --------------------- | --------------------------- |
| 1        | 15 febbraio 2005 | Nanna Schultz Christensen | Cecilie Madsen       | Malene von der Maase, Amirah Hamed Alsarrag, Sophie Tine Schandorff, Helga Rose, Anne Baunbæk Pedersen, Stéphanie Juana Rasmussen, Stine Mangaard Hansen | 9                     | New York                    |
| 2        | 6 settembre 2005 | Anna Nørgaard             | Tine Holm Riis       | Mikaela K. Ibsen, Tanja Johnsen, Line Bang, Sofie Thrane, Heidi Helm Larsen, Lise M. Andersen, Louise Falkenblad                                         | 9                     | Parigi                      |
| 3        | 16 febbraio 2006 | Anna Brændstrup           | Camilla Schønberg    | Mira Pelle, Cecilia Kristensen, Stine Palle & Nana Bach Nielsen, Line Vanggaard Nielsen, Christina Anaya Mortensen, Signe Cecilie Nørgaard, Sara Olsen   | 10                    | Milano                      |

### DNTM
| Edizione | Messa in onda     | Vincitrice              | Seconda/e classificata/e          | Altre concorrenti | Numero di concorrenti | Destinazione internazionale |
| -------- | ----------------- | ----------------------- | --------------------------------- | --- | --------------------- | --------------------------- |
| 4        | 22 settembre 2010 | Caroline Bader          | Brinette Odgaard                  | Sofia Sakko, Astrid Bech Augustinussen, Serina Jensen, Emma Penthien, Nanna Jo Borgersen, Elise Lou Dubois, Rochel Rasmusen, Laila MacFarlan, Isabella Nastassja Kaufmann, Karen Ziefeldt & Stephanie Strarup                                                        | 13                    | Parigi Londra               |
| 5        | 22 settembre 2011 | Julie S. Hasselby       | Nanna Liin Sørensen               | Camilla Sebens & Cecilie Nillson, Josefine Hewitt, Sara Abdelghani & Zola Olsen, Nanna S. Nielsen, Amalie Fischer, Kimmi Rønnebæk & Silvija Vukovic, Johanna Kjærbo, Shenna Salih, Carla Kruse, Natasja Smith                                                        | 15                    | Barcellona                  |
| 6        | 20 settembre 2012 | Line Rehkopff           | Julie Lillelund                   | Bianca Weisshaupt & Simone Pedersen, Yasmina Bach, Caroline Baastrup Larsen, Ida Gottlieb Taarnhøj, Sasja Andersen, Nanna Wentzel, Hanna Rolsted Jensen, Emma Rolsted Jensen & Christina Bæk Simonsen, Anna Møller & Gudrun Eir Hermannsdottir, Marie Louise Bang    | 15                    | Milano                      |
| 7        | 19 settembre 2013 | Louise Mørck Mikkelsen  | Caroline Hollitsch & Catrine Juhl | Klara Lau, Sille Rieck & Petronelle Jeanita Schultz, Rebecca Rovsing, Andrea Linnéa Emilia Helander, Mette Cäcilia Christensen & Amalie Egemose, Anne Holth, Josephine Maria Bach Jacobsen, Caroline Sebber Colfelt & Amanda Bo Elfving, Anne Kathrine Petersen Bach | 15                    | Parigi                      |
| 8        | 25 settembre 2014 | Sarah Kildevæld Madsen  | Julie "Lu" Toft Jørgensen         | Michelle Desideriussen (ritirata), Mirah Davidsen, Julie "Lund" Larsen, Mille Mørck, Ceelin Aila, Danielle Epp Svendsen, Cristine Pedersen, Mollie Marie Edelved, Mira Elisa "Mini" Obling, Louise "Louie" Simmersholm, Sally Amanda Høyer Nielsen                   | 13                    | Londra                      |
| 9        | 2 settembre 2015  | Daniel Kildevæld Madsen | Amalie "Malle" Turpie             | Kamilla Sofie Spinola Sørensen, Gustav Pedersen, Issa Sultan & Julia Just Holch, Simone Holme Pallesen, Lukas Anker, Kenni Nielsen, Helene Skovsgaard Hansen, Thomas Ian Kahle & Thea Brandi, Mark Christiansen Appadoo                                              | 13                    | Nessuna                     |